# Berg-Löwenzahn
Der Berg-Löwenzahn (Scorzoneroides montana, Syn.: Leontodon montanus Lam.), auch Berg-Milchkraut genannt, ist eine Pflanzenart aus der Gattung Schuppenlöwenzahn (Scorzoneroides) in der Unterfamilie der Cichorioideae innerhalb der Familie der Korbblütler (Asteraceae). Sie ist an alpine Habitate geomorphologisch hoch aktiver Standorte der europäischen Hochgebirge auf Kalkstein gebunden.

## Beschreibung

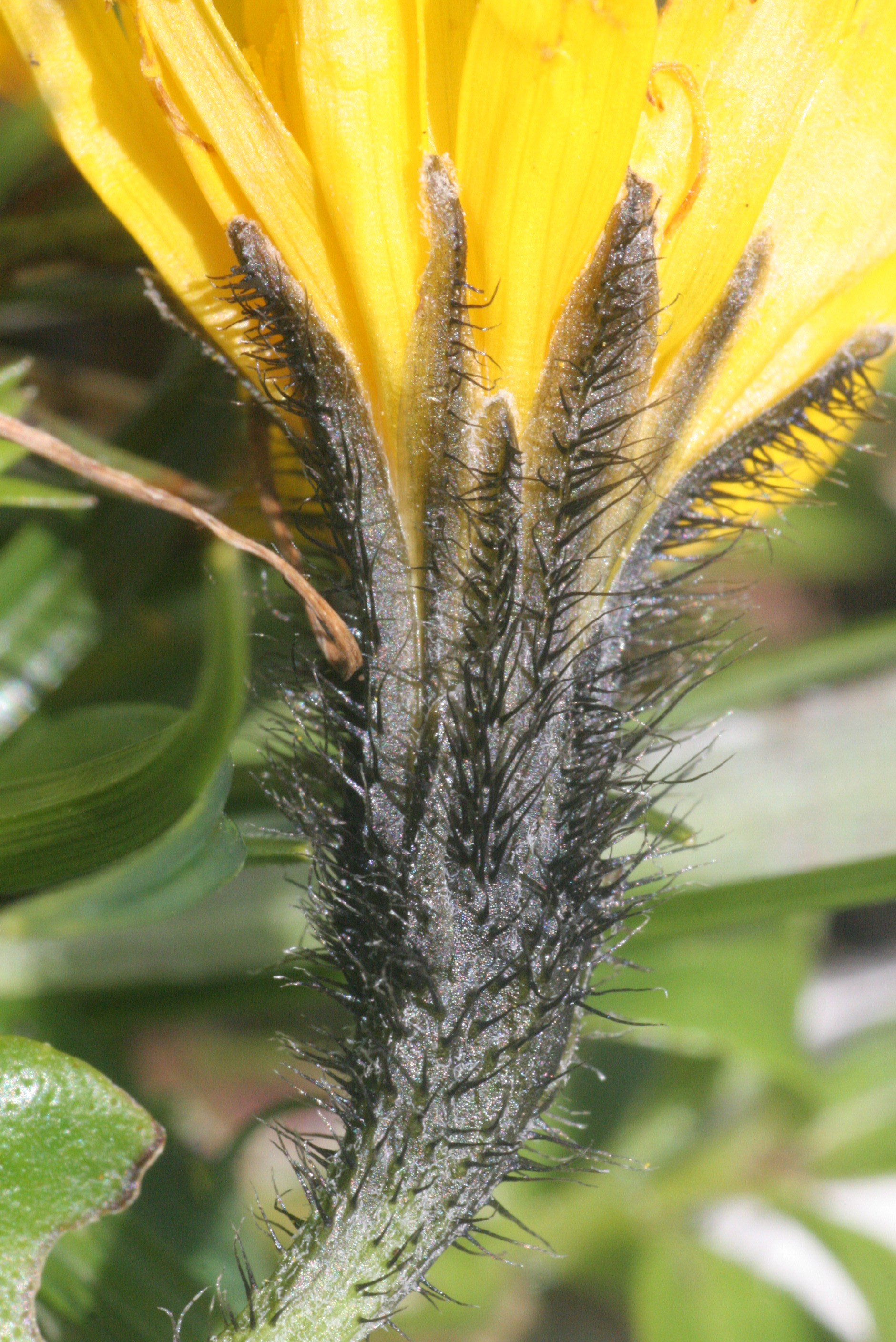
Hülle (Involucrum)

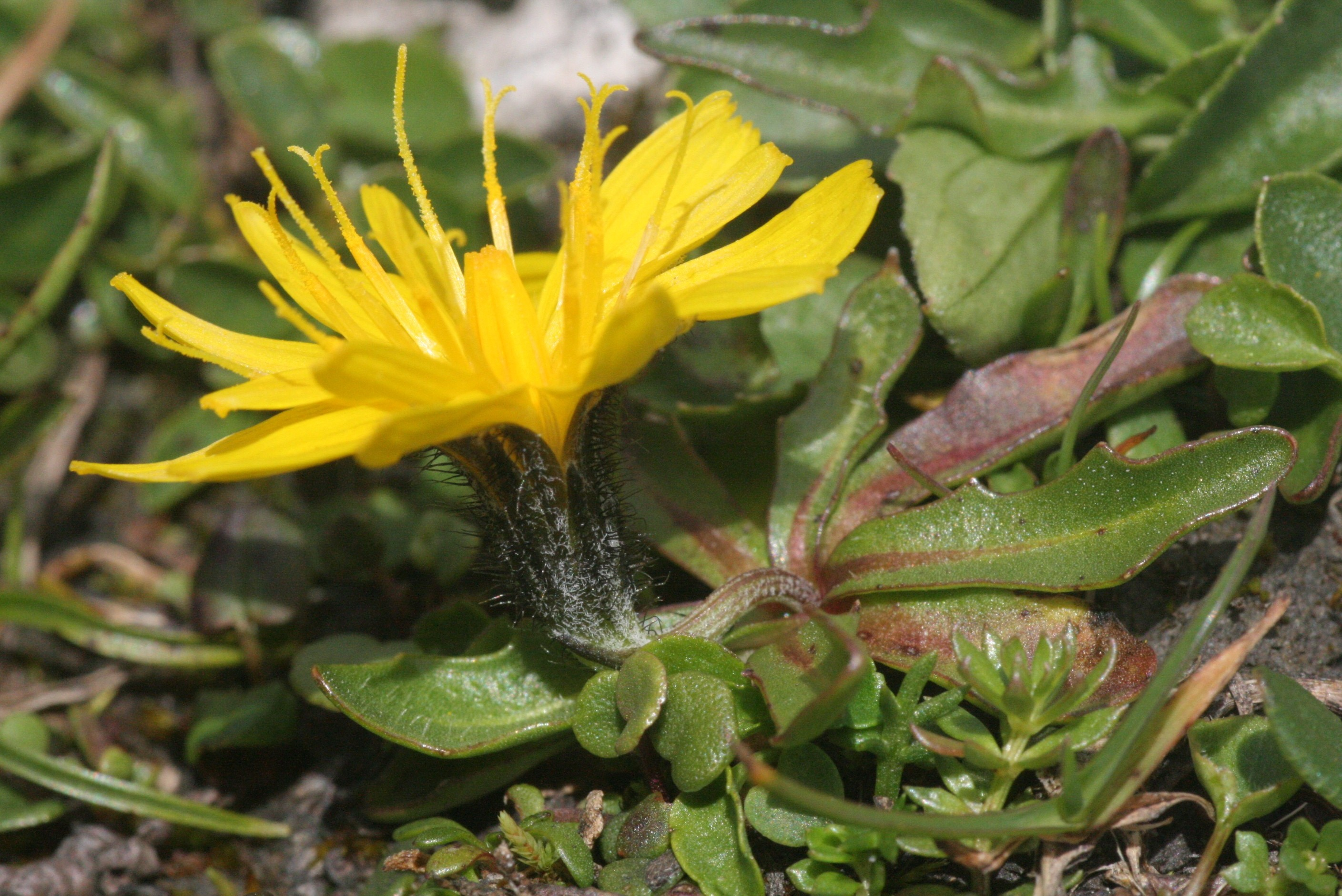
Berg-Löwenzahn

### Vegetative Merkmale
Der Berg-Löwenzahn wächst als ausdauernde krautige Pflanze und erreicht Wuchshöhen von 3 bis 11 Zentimetern. Er hat einen walzlichen, mehr oder weniger senkrecht absteigenden schwarzbraunen „Wurzelstock“ mit zahlreichen starken Faserwurzeln. Je Pflanzenexemplar sind meist ein bis zwei, selten bis zu vier Stängel vorhanden. Der aufrechte oder aufsteigende Stängel ist unverzweigt und so lang oder wenig länger als die Laubblätter. Die Laubblätter sind dem Boden z. T. angedrückt in einer grundständigen Rosette angeordnet. Die Blattspreite ist bei einer Länge von 10 bis 90 Millimetern sowie einer Breite von 3 bis 10 Millimetern im Umriss länglich-lanzettlich, seicht gezähnt bis tief buchtig gezähnt oder schrotsägeförmig gelappt und meist kahl oder unterseits mit feinen, einfachen Haaren besetzt.

### Generative Merkmale
Die Blütezeit reicht von Juli bis August. In der Regel ist auf einem Stängel nur ein Blütenkorb vorhanden, nach oben hin allmählich verdickt (jedoch nicht bei den Unterarten Scorzoneroides montana subsp. illyricus auf dem Balkan und Scorzoneroides montana subsp. breviscarpa von den Abruzzen), und unter dem Blütenkorb dicht schwarz zottig sowie mit ein oder zwei schuppenförmigen Hochblättern besetzt. Die körbchenförmigen Blütenstände sind mittelgroß und stehen auch vor dem Aufblühen aufrecht. Die Hülle (Involucrum) des Blütenkorbes weist eine Höhe von 9 bis 18 Millimetern sowie einen Durchmesser von 9 bis 14 Millimetern auf. Die Hüllblätter sind lanzettlich, schmal weiß berandet, schwärzlich, dicht schwarz-zottig behaart. Die Blüten sind goldgelb (ähnlich wie beim Steifharigen Löwenzahn) mit gelben Griffel. Die alle gleich gestalteten Achänen sind 6,5 bis 7,5 Millimeter lang, an der Spitze kurz geschnäbelt, hellbraun, fast glatt. Der Pappus ist schneeweiß, zweireihig mit einer inneren Reihe aus federigen und einer äußeren Reihe aus wenigen einfachen Borsten. An einzelnen Früchten kann der Pappus auch ganz fehlen.
Die Chromosomenzahl beträgt 2n = 12.

## Ökologie
Der Berglöwenzahn bedarf im Winter des Schneeschutzes.

## Vorkommen
Im Unterschied zu den Daten aus der Flora Europaea wird der Berg-Löwenzahn nicht in den Pyrenäen gefunden. Das Gesamtareal von Scorzoneroides montana umfasst die Alpen, Karpaten, Dinariden sowie den zentralen Apennin (Apennin-Abruzzen). Es gibt Fundortangaben für die Länder Frankreich, Italien, die Schweiz, Liechtenstein, Österreich, Deutschland, Slowenien, Serbien, Bosnien und Herzegowina, Montenegro sowie Albanien.
Der im Hochgebirge nur selten anzutreffende Berg-Löwenzahn ist eine hochalpine Pionierpflanze, die überwiegend in der nach ihr benannten Berg-Löwenzahnhalde (Leontodontetum montani) auf gefestigten frischen Kalkschutthalden in den Alpen, Dinariden, Apeninnen-Abruzzi und Karpaten vorkommt.
In Deutschland ist er in den Allgäuer und Berchtesgadener Alpen recht verbreitet, im Karwendel nur an der Westlichen Karwendelspitze und unter der Mettlerhütte an der Dreitorspitze. In der Schweiz ist er häufig, jedoch nicht in den Urgesteinsgebieten wie im Berninagebiet, Puschlav und an der Grimsel.
Der Berg-Löwenzahn ist eine Pionierpflanze, die gefestigte, feinerdereiche und sickerfeuchte Kalkschutthalden oft um Gletscher-, Firn- und Schneefelder besiedelt, die spät ausapern und daher eine kurze Vegetationszeit haben. Die Standorte sind durch gute Wasser- und Nährstoffversorgung gekennzeichnet. Er kommt meist truppweise auf feinkörnigem Hangschutt um Schneetälchen, selten auch herabgeschwemmt im Bachschotter oder in Lawinenzügen vor. Der Berglöwenzahn ist in der alpinen und hochalpinen Höhenstufe in Höhenlagen von 1750 bis 2300 Metern (Bayerische Alpen), 1800 bis 2840 Metern (Tirol), 1700 bis 2500 Metern (Steiermark), 2000 bis 2400 Metern (Kanton Glarus), 2050 Meter (Thiejerfluh bei Arosa) bis 2820 Metern (Graubünden), 1800 bis 2800 Metern (Wallis) verbreitet. In der Tatra wird er schon ab 1400 Metern angetroffen, in Italien steigt er bis auf 2925 Metern.
Die ökologischen Zeigerwerte nach Landolt et al. 2010 sind in der Schweiz: Feuchtezahl F = 3+ (feucht), Lichtzahl L = 5 (sehr hell), Reaktionszahl R = 5 (basisch), Temperaturzahl T = 1 (alpin und nival), Nährstoffzahl N = 2 (nährstoffarm), Kontinentalitätszahl K = 2 (subozeanisch).
Die Standorte der Berglöwenzahn-Halde in Höhenlagen der periglazialen Zone sind durch die herrschenden klimatischen Bedingungen mit häufig wechselnden Frostzyklen und den sickerfeuchten Bedingungen auf den Schutthalden durch Prozesse der Solifluktion bestimmt. Der Berg-Löwenzahn ist auf solcherart instabile, durch hangabwärts führende Bewegungen der oberen Erdschichten gekennzeichnete Periglazialböden mit einem spezialisierten „Wurzelstock“ angepasst. Der kräftige, schief im Hangschutt liegende „Wurzelstock“ bildet kräftige Faserwurzeln, die eine Verankerung in tieferen, stabileren Bodenschichten ermöglichen. Scorzoneroides montana gehört aufgrund dieser Fähigkeit in bewegten solifludialen Böden zu wachsen zu den schuttstauenden Arten, die mit zunehmender pflanzlicher Sukzession mit der Etablierung von Kleinsträuchern allmählich ausfällt.

## Systematik
Die Erstveröffentlichung unter dem Namen (Basionym) Leontodon montanus erfolgte 1779 durch Jean-Baptiste de Lamarck Flore Françoise (Lamarck), Band 3, S. 640. Die Neukombination zu Scorzoneroides montana (Lam.) Holub wurde 1977 durch Josef Holub in Folia Geobotanica & Phytotaxonomica, Band 12, S. 307 veröffentlicht.
Die Artengruppe Scorzoneroides montana wird in sechs morphologisch distinkte Taxa mit bis zu vier Unterarten und zwei verwandten Arten unterteilt, die durch geographisch zerstückelte Teilareale in den Alpen Abruzzen, Karpaten und Dinariden verbreitet sind.
- In den Westalpen ist die Nominatform Scorzoneroides montana (Lam.) Holub subsp. montana verbreitet. Sie kommt bis in das nördliche West-Tirol nordalpin sowie in Ost-Tirol südalpin vor. Charakterisiert wird diese durch ein dichtes lichtgraues bis weißes Indument des Involucrums, weißen Pappushaaren und einem Stängel, der unterhalb des Blütenkörbchens stark verdickt ist.
- Ostalpin ist die Unterart  Scorzoneroides montana subsp. breviscapa (DC.) Greuter (Syn.: Scorzoneroides montana subsp. melanotricha (Vierh.) Gutermann) verbreitet. Sie zeichnet sich durch ein schwarzes Indument und weißen Pappus aus. Ebenfalls wie die westalpine Unterart hat auch diese Taxon eine deutliche Verdickung des Stängels. Sie kommt in Italien, in der Schweiz, in Deutschland, Österreich, Slowenien, Serbien, Montenegro, Bosnien und Herzegowina und Albanien vor.[7] Manche Autoren trennen die Formen dieser Unterart, die aus den zentralen Abruzzen stammen als  Scorzoneroides montana subsp. melanotricha ab. Diese Formen in Italien sind kleiner und haben tiefer gelblich gefärbten Zungenblüten. Außerdem ist der Stängel unter den Blütenkörben nur undeutlich verdickt. Das Areal in den Abruzzen ist durch eine 450 km große Lücke zu den südlichsten südalpinen sowie einer 500 km betragenden Lücke zu den dinarischen Populationen geprägt.
- In den Südost-Dinariden ist die Unterart Scorzoneroides montana subsp. illyrica (K.Maly) Zidorn verbreitet. Diese Unterart ist hier nur von der Čvrsnica bis zum Prokletije sowie südlich noch bis in den Korab vorkommend. Die Unterart ähnelt den Unterarten subsp. melanotricha sowie subsp. breviscapa. Ursprünglich hatte Karl Malý (1904) diese Sippe als Leontodon illyricus und damit als selbstständige Art beschrieben. Sie wird von manchen Autoren auch zu Scorzoneroides montana subsp. breviscapa (DC.) Greuter gestellt.[7]